# شلوار مکعبی داشتن یا نداشتن
«شلوار مکعبی داشتن یا نداشتن» قسمتی از مجموعه پویانمایی آمریکایی باب‌اسفنجی شلوارمکعبی است که نیمه دوم قسمت شانزدهم فصل ششم و قسمت ۱۱۶ در کل سریال است. این قسمت اولین بار در ۱۷ ژوئیه ۲۰۰۹ در نیکلودئون در ایالات متحده پخش شد و فیلمنامه‌اش توسط لوک بروکشیر، نیت کش و استیون بنکس نوشته شد.
در این قسمت، باب اسفنجی به‌طور تصادفی شلوار خود را در ماشین لباس‌شویی رها می‌کند و این باعث کوچک شدن شلوارش می‌شود و پس از اینکه نمی‌تواند یک شلوار مکعبی جدید پیدا کند، یک شلوار گرد را امتحان می‌کند که باعث می‌شود مردم نتوانند او را بشناسند.
تاریخ انتشار این قسمت، در ۱۷ ژوئیه به دلیل مصادف شدن با دهمین سالگرد ساخت سریال انتخاب شد. پس از انتشار، این قسمت با نقدهای متفاوتی مواجه شد.

## داستان
قسمت توسط راوی فرانسوی با یادآوری روزی که باب اسفنجی شلوارش را عوض کرد شروع می‌شود که سه روز قبل از داستان اتفاق افتاد. روز خشک‌شویی است و باب اسفنجی در حال شستن «شلوارهای مکعبی» خود است. اما در حالی که تمام شلوارهایش در ماشین لباس‌شویی هستند، حواس باب‌اسفنجی توسط پاتریک پرت می‌شود که می‌خواهد باب‌اسفنجی صداهای خنده دار او را که با زبانش درمی‌آورد، برای مدت طولانی بشنود. در نهایت، باب اسفنجی می‌رود تا شلوارش را که در ماشین لباس‌شویی بود، چک کند اما شلوارهایش کوچک می‌شوند. روز بعد، او برای خرید جفت‌های جدید به مرکز خرید می‌رود. باب‌اسفنجی پس از شنیدن اینکه برای ماه‌ها دیگر شلوار مکعبی فرستاده نمی‌شوند، چندین مدل شلوارهای مختلف را در مرکز خرید امتحان می‌کند تا اینکه در نهایت یک «شلوار گرد» انتخاب می‌کند.
باب اسفنجی با شلوار گرد خود در شهر پرسه می‌زند و پاتریک به دلیل شلوار جدید نمی‌تواند او را بشناسد. باب اسفنجی مورد استقبال سندی قرار می‌گیرد که باب اسفنجی را با وانمود کردن به اینکه او را نمی‌شناسد مسخره می‌کند و در مورد لباس‌هایش به خوبی نظر می‌دهد. سپس، باب اسفنجی به سمت اختاپوس می‌رود. اختاپوس وانمود می‌کند که باب اسفنجی را نمی‌شناسد تا سریع او را ترک کند. باب اسفنجی به خانه می‌رود اما پاتریک به او اجازه ورود نمی‌دهد زیرا خانه متعلق به باب اسفنجی قبل از «ترک» آن است. باب‌اسفنجی که از این موضوع ناراحت می‌شود که هیچ‌کس نمی‌داند او کیست و بنابراین تصمیم می‌گیرد زندگی جدیدی را به عنوان «باب اسفنجی شلوار دایره‌ای» آغاز کند که تصمیم می‌گیرد دوباره برای شغل در رستوران درخواست دهد. او وقتی با اختاپوس در رستوران ملاقات می‌کند، باب اسفنجی طوری رفتار می‌کند که انگار این اولین بار است که در رستوران خرچنگ درخواست می‌دهد و قبلاً اختاپوس را ملاقات نکرده است. اختاپوس تصمیم می‌گیرد با آموزش باب‌اسفنجی مانند خود، او را به یک کارمند وحشتناک تبدیل کند. پس از این فرصت استفاده کند به این امید که باب اسفنجی بعداً اخراج شود. پس از شکایات مشتریان، آقای خرچنگ با باب اسفنجی به خاطر کارهای زشتش برخورد می‌کند که باب اسفنجی توضیح می‌دهد که چون شلوار جدیدی دارد او دیگر «باب اسفنجی شلوار مکعبی» نیست. سپس آقای خرچنگ باب اسفنجی را متقاعد می‌کند تا شلوارش را در بیاورد. باب اسفنجی که دیگر شلوار نمی‌پوشد، پس از آن به حالت عادی خود ادامه می‌دهد و دوباره یک کارمند خوب می‌شود. زمانی که سندی با لباس زیر باب اسفنجی را می‌بیند، او را (با تمسخر) «باب اسفنجی زیرشلواری» صدا می‌کند. باب اسفنجی به لباس زیر خود نگاه می‌کند و با وحشت فریاد می‌زند و قسمت به پایان می‌رسد.

## نقد
این قسمت با انتشار دی‌وی‌دی آن نقدهای متفاوتی دریافت کردند. پل ماویس از DVD Talk (صحبت دی‌وی‌دی) به این اپیزود نظر مثبت داد و نوشت که در "شلوار مکعبی داشتن یا نداشتن" صحنه‌های خنده‌داری وجود دارد". گوردون سالیوان از DVD Verdict (حکم دی‌وی‌دی) به قسمت امتیاز ۵ از ۱۰ داد و گفت «این قسمت یک شکست بزرگ بر روی دی‌وی‌دی بود». به دلیل اینکه هیچ‌کس باب اسفنجی را در داستان تشخیص نمی‌داد، خیلی از طرفداران این قسمت را به دلیل داستان آن مورد انتقاد قرار دادند. آوریل پوهرن از بلاگ‌کریتیکس گفت: «داستان اصلی این قسمت در کمیک‌ها است».